# معنویت در هنر

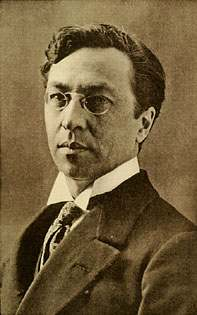
واسیلی کاندینسکی

معنویت در هنر نام کتابی از واسیلی کاندینسکی نقاش و نظریه‌پرداز هنری روس است که در سال ۱۹۱۲ منتشر گردید. این کتاب که به سرعت به زبان‌های انگلیسی و روسی ترجمه شد، خوانندگان بسیاری یافت و از مطالب آن فراوان نقل قول شد.
معنویت در هنر که تأکیدش بر هنر به عنوان آشکارکنندهٔ حیات درونی انسان است، به یکی از متن‌های اصلی هنر انتزاعی تبدیل شد. در واقع نقاشی کاندینسکی حدود همین زمان به انتزاع گرایید. نظر کاندینسکی این بود که هنر بیشتر از رهگذر کمپوزسیون‌های انتزاعی و فرانمودهای شاعرانه می‌تواند به معنویت دست یابد، تا از طریق رویکرد کاملاً بازنمودی به جهان قابل رؤیت.
کاندینسکی که در آن زمان در مونیخ به سر می‌برد، به مانند بسیاری از دوستان آلمانی خود، عارفی راستین بود که ارزشهای پیشرفت و علم را قبول نداشت و در آرزوی بازآفرینی جهان از طریق هنر ناب جوشیده از احوال درون به سر می‌برد. وی در این کتاب شورانگیز و تا حدی بی نظم، بر تأثیرات روانی رنگ خالص تأکید کرد و توضیح داد که چگونه یک رنگ قرمز روشن می‌تواند همچون نوای یک ترومپت بر ما اثر بگذارد. او معتقد بود که می‌توان و لازم است که بدین شیوه ارتباطی را، بین اذهان آدمیان برقرار ساخت؛ و همین اعتقاد و شجاعت آن را به وی داد که نخستین کوششهای خود را برای رسیدن به یک موسیقی رنگین به نمایش گذارد. حرکتی که آغازگر راه نقاشی انتزاعی گردید.
این کتاب چندین بار توسط مترجمان مختلف به فارسی برگردانده و بارها در ایران منتشر شده است.